# Boone megye (Illinois)
Boone megye az Amerikai Egyesült Államokban, azon belül Illinois államban található. A megyeszékhelye és legnagyobb városa Belvidere. Lakosainak száma 53 448 fő (2020. április 1.). Boone megye Rock, Walworth, McHenry, DeKalb, Ogle és Winnebago megyékkel határos.

## Története
1837-ben alapították. Winnebago megyéről vált le. A megyét Daniel Boone-ról nevezték el.

## Földrajza
Területe 730 km². Ebből mindössze 2 km² vízfelület.

### Népesség
| Lakosok száma | 54 147 | 54 223 | 53 859 | 53 957 | 53 585 | 53 448 |
|               | 2010   | 2011   | 2012   | 2013   | 2015   | 2020   |

### Fontosabb autópályák
- Interstate 90
- US Route 20
- Illinois Route 76
- Illinois Route 173

### Városok
- Belvidere
- Caledonia
- Capron
- Cherry Valley
- Garden Prairie
- Loves Park
- Poplar Grove
- Timberlane